# Carlos Montenegro
Carlos Mario Alberto Montenegro Quiroga (Cochabamba, Bolivia; 26 de diciembre de 1903-Washington, Estados Unidos; 10 de marzo de 1953) fue un escritor, político, periodista e ideólogo anticlerical boliviano.
Es considerado uno de los principales pensadores y teóricos de la revolución boliviana de 1952 y del Movimiento Nacionalista Revolucionario (MNR).

## Biografía

### Primeros años
Montenegro nació y creció en Cochabamba, hijo de Raquel Quiroga y Rodolfo Montenegro.
Realizó estudio iniciales en el Instituto Americano de Cochabamba y terminó la secundaria en el Colegio Nacional Sucre. Luego ingresó a la carrera de derecho, y obtuvo el título de abogado en la Universidad Mayor de San Simón.
Se casó con María Quiroga y posteriormente con Yolanda Céspedes, hermana de su amigo y también escritor Augusto Céspedes.
Quien después sería padrino de su primera nieta, Carla Montenegro Valenzuela, debido a su cercana amistad. Desde muy joven, Montenegro ingresó en el mundo literario y periodístico cochabambino, colaborando en la revista Arte y Trabajo junto a Augusto Guzmán, José Antonio Arze y Augusto Céspedes, entre otros. Su trabajo abarcó diversas temáticas plasmadas en crónicas, ensayos, artículos, críticas y editoriales, firmadas en ocasiones con pseudónimos. Una crítica cultural en particular, firmada como «Juan Pérez» en El Heraldo, le valió la excomunión de la Iglesia Católica. Augusto Guzmán, compañero suyo en Arte y Trabajo se refiere a él en estos términos: «Maestro de las similitudes y los contrastes, su genio comparativo y analítico le permitía inventar metáforas que calificaban situaciones y sujetos a placer suyo, según el término de su humor travieso y variado»

### Incursión en la política
En 1927 participó en el emergente Partido de la Unión Nacional, promovido por el presidente Hernando Siles, junto a Augusto Céspedes y otros jóvenes políticos disidentes del liberalismo. Montenegro llegó a ocupar el cargo de subprefecto de Quillacollo durante el gobierno de Siles, hasta que tuvo que retirarse tras una revuelta en 1927.
El proyecto político de apoyo a Siles fue desintegrándose y pasó a denominarse Partido Nacionalista, bajo la jefatura de Rafael Taborga. El partido finalmente perdió independencia y se concentró en apoyar la prórroga de mandato de Siles, que fracasó y derivó en su renuncia en 1930. Si bien el Partido Nacionalista se diluyó, fue una primera experiencia de organización política para los futuros proyectos de figuras como Céspedes y Montenegro.
Durante los años 20, Montenegro también fue profesor de literatura de secundaria. Entre 1929 y 1931 abrió su bufete de abogados.

### La Guerra del Chaco
Al estallar la Guerra del Chaco frente a Paraguay en 1932, decidió partir al frente, a pesar del rechazo del belicismo de parte de los sectores progresistas. Según su esposa Yolanda, al partir manifestó que: «las cosas tienen que cambiar y esta guerra servirá para eso; de ella tiene que surgir una nación justa». Debido a su miopía, Montenegro fue destinado a la retaguardia, como auxiliar del Estado Mayor. Allí estuvo en contacto con muchos de los oficiales de la cúpula militar boliviana, que en años posteriores tomarían un rol político protagónico.
El fracaso de la guerra tuvo efectos políticos inmediatos. La desgarradora realidad nacional se vio reflejada en como nunca antes en el conflicto bélico, y motivó a grupos civiles y militares a buscar nuevas alternativas políticas. Montenegro conformó en 1935 una "célula socialista revolucionaria", que luego se transformó en la "Confederación Socialista Boliviana", junto a Enrique Baldivieso, entre otros. Esta agrupación finalmente derivó en la fundación del Partido Socialista en 1936, fuertemente vinculado con la nueva generación de militares como Germán Busch y David Toro.

### El socialismo militar
Precisamente este núcleo gestó el golpe cívico-militar que llevó a Toro a la presidencia en 1936, iniciando el periodo del «socialismo militar». Inicialmente influyente en el gobierno de Toro, participó en la digitación del golpe pacífico, y en medidas como el decreto de caducidad de las concesiones de la petrolífera Standard Oil y la creación del ministerio de trabajo. Lideró la «Unión boliviana de defensa del petróleo» y publicó ensayos y artículos sobre la explotación minera e hidrocarburífera, bajo la óptica nacionalista, como «Caducidad de las concesiones mineras» y «El derecho de Bolivia frente al oro de la Standard». Sin embargo fue paulatinamente alejado del gobierno y fue enviado a Argentina como delegado para la firma del tratado de paz con Paraguay. Su estadía en Buenos Aires le permitió conocer y frecuentar a escritores y políticos como Arturo Jauretche, Alfredo Lorenzo Palacios y Gabriel del Mazo.
En 1936, fundó junto a Céspedes y Armando Arce, el periódico La Calle, que fue un medio de difusión importante de las ideologías que posteriormente darían lugar al nacionalismo revolucionario. Mucho del contenido periodístico de La Calle estaba dirigido en contra de las grandes empresas mineras y de los grupos de poder conservadores que eran denominados "La Rosca". La crítica implacable de este matutino le costaría 5 clausuras de parte de los gobiernos de turno.
A pesar de distanciarse de Toro, mantuvo una relación cercana con Busch, con quién se escribía con frecuencia, e incluso comenzó a sugerir a este último que tomase el poder. Busch finalmente desplazó de la presidencia a Toro en julio de 1937 con el apoyo del ejército. Debido a presiones internas y externas, Busch mantuvo a Montenegro en Argentina bajo el pretexto que necesitaba un aparato de propaganda en Buenos Aires. Montenegro mantuvo su labor periodística escribiendo en medios como La Vanguardia y contribuyendo extensivamente en La Calle.
La era del socialismo militar terminó con el suicidio de Busch en 1939, instaurándose un régimen militar conservador. En esas condiciones, Montenegro vio por conveniente regresar al país, donde continuó su labor periodística. Tras una de las clausuras de La Calle Montenegro inició y fue director del Semanario Busch («Bolivia unida sin clases humilladas») La figura de Busch fue convirtiéndose en un mártir nacional, según los escritos de Montenegro y Céspedes, contrapuesta al régimen conservador y cercano a las llamadas oligarquías mineras y latifundistas de los gobiernos que lo sucedieron. Las ideas de Montenegro, abiertamente enfrentadas a la política oficialista, fueron fundamentales para forjar el nacionalismo revolucionario que introdujo cambios substanciales a la sociedad boliviana.

### El nacionalismo revolucionario
Durante el gobierno de Enrique Peñaranda, Montenegro participó en la gestación de un nuevo partido de corte nacionalista, junto al núcleo que dirigía La Calle, como Céspedes y Arce, y políticos y parlamentarios como Víctor Paz Estenssoro Walter Guevara Arze y Germán Monroy Block, vinculados al gobierno de Busch. En julio de 1941, el gobierno de Peñaranda recibió de la embajada estadounidense una copia de una carta que vinculaba al embajador de Alemania con militares cercanos a Busch, que supuestamente tramaban un intento de golpe de Estado. La trama, denominada el «putsch nazi», fue posteriormente demostrada infundada, pero sirvió como pretexto para declarar un estado de sitio, clausurar La Calle, y apresar a la oposición política. Montenegro, Céspedes y Rafael Otazo fueron confinados a Santa Ana de Velasco, mientras que Hernán Siles Suazo, Guevara Arze y José Cuadros Quiroga, fueron enviados a San Ignacio de Velasco por cuatro meses.
Aunque el «putsch nazi» fue una falsificación, la imagen de los dirigentes y su vinculación al nazismo tuvo importantes consecuencias a posteriori. Montenegro y La Calle fueron calificados de fascistas, sobre todo por el gobierno estadounidense. Aunque algunos historiadores han encontrado elementos de nacionalismo autoritario en muchos artículos de La Calle, la ideología de Montenegro y la de este matutino se puede situar más próxima al nacionalismo «antiimperialista» de Víctor Raúl Haya de la Torre. La Calle también tomó una posición abiertamente anti-franquista y pro-republicana frente a los acontecimientos de la Guerra Civil Española.
La acción política de este grupo derivó en la fundación del Movimiento Nacionalista Revolucionario el 07 de junio de 1942, acto del que fueron parte Montenegro, Céspedes, Paz Estenssoro, Guevara, Siles Suazo, del Granado, Otazo y Monroy Block, entre otros. Bajo la jefatura de Paz Estenssoro, el MNR comenzó a elaborar su línea programática y política, con Montenegro, Céspedes y Guevara como sus principales ideólogos. La relación entre el Montenegro y Paz Estenssoro se puede resumir en las observaciones de Helvio Botana: «entre Paz Estenssoro y Montenegro había una oposición ideológica marcada. Se trataban como íntimos, pero la latente rivalidad existía por lógica, pues era el natural enfrentamiento entre un ideólogo con un pragmático».

### Nacionalismo y Coloniaje
En 1943 ganó el primer premio en un concurso sobre «la influencia del periodismo en la historia de Bolivia», convocado por la Asociación de Periodistas de La Paz (APLP). El manuscrito, titulado Nacionalismo y coloniaje estaba firmado con el seudónimo de «Kisiabo». Este libro es considerado su obra cumbre, y además la base ideológica de la revolución de 1952. En ella presenta una nueva visión de la historia de Bolivia, que explica los diferentes momentos que vivió la república desde su fundación, y justifica la necesidad de una acción revolucionaria para posibilitar el reencuentro de la bolivianidad. Montenegro identifica los conceptos contrapuestos de «nación» y «anti-nación» que simbolizan los sectores dominados y mayoritarios por un lado, y los minoritarios, oligárquicos y colonialistas por el otro. Según el texto, ambas corrientes se encuentran en permanente conflicto, como resultado del fracaso del establecimiento de un estado que supere las contradicciones de la colonia.
Nacionalismo y coloniaje empareja diferentes situaciones históricas con géneros literarios: «la epopeya», con la construcción nacional a través de Andrés de Santa Cruz; el «drama», con las contradicciones acentuadas por gobiernos ajenos a la realidad como caracterizó a José María Linares o Frías; la «comedia», personificada en la catástrofe de la Guerra del Pacífico, hasta la Guerra del Chaco; y finalmente la «novela», que rescata al mestizo como protagonista de un nuevo devenir nacional. Montenegro identifica no solamente la pugna permanente entre la nación y antinación, sino también la incompatibilidad del sistema económico «feudal» y la política liberal que dominó la república desde principios del siglo XX. En suma, indica que la anti-nación ha subordinado los intereses del estado a aquellos de las potencias económicas extranjeras o el «imperialismo». En contrapartida su obra propugna la alianza de las clases oprimidas por el estado oligárquico fundiéndose en una nación que recobraría su verdadera independencia: «el orden social no se rompe sino al empuje conjunto de todas las clases transitoriamente fusionadas por el descontento».
Nacionalismo y coloniaje presentó un nuevo análisis de la historia nacional, abiertamente contrapuesto al comúnmente aceptado fatalismo de Alcides Arguedas, y más importante aún, sentó las líneas de la revolución que se cristalizaría años más tarde.

### Gobierno de Villarroel
En 1943 la situación política en Bolivia dio un giro al producirse el golpe de Estado que propulsó al teniente coronel Gualberto Villarroel a la presidencia. Villarroel contaba con el apoyo del MNR y de la logia militar Razón de Patria (RADEPA), y buscaba implementar muchas de las reformas propuestas por el naciente partido. Montenegro ocupó el cargo de ministro de agricultura, en un gabinete en el que también estaban Paz Estenssoro y Céspedes, entre otros. Sin embargo, Montenegro y todos los representantes del MNR tuvieron que retirarse del ejecutivo, por presiones externas y acusaciones de vinculación al nazismo y al comunismo. Entonces fue destinado a México como embajador, hasta el derrocamiento de Villarroel en 1946.

### El sexenio y la revolución
Montenegro pasó los seis años entre el derrocamiento de Villarroel y la revolución de 1952, conocido como el «sexenio», exiliado en Argentina. Junto a Céspedes y Paz Estenssoro, se dedicó a organizar el partido y la insurrección, al mismo tiempo que publicaba en diferentes medios. Fundó la revista Síntesis Económica Americana (SEA), que profundizaba sobre la temática económica en cada país. La revista fue cerrada por presiones del gobierno argentino, tras el fracaso de la Guerra Civil de 1949. En este periodo escribió Las Inversiones Extranjeras en América Latina. Escribió el periodista Solís Rada que:"Resulta extraño constatar que la primera edición de "Las Inversiones Extranjeras en América Latina" no fue publicada en Bolivia, por el MNR o sus allegados, sino en Buenos Aires, en septiembre de 1962, por la editorial "Coyoacán", dirigida por el historiador argentino Jorge Abelardo Ramos, quien recibió los originales en la ciudad de La Paz de manos de Mario Montenegro (hijo de Carlos), durante la celebración del décimo aniversario de la Revolución del 9 de abril de 1952, según me explicó Wáscar Montenegro Céspedes, hermano de Mario e hijo de Carlos." .
La victoria electoral del MNR en 1951, anulada por el autogolpe de Mamerto Urriolagoitia, fue decisiva para la movilización social que culminó en la revolución de 1952. El MNR, con Paz Estenssoro como presidente, asumió el gobierno, siguiendo los lineamientos de Montenegro. Posteriormente escribió también La Hora Cero del Capitalismo.

### Últimos años
Mientras se desarrollaba la revolución, Montenegro enfermó y contrajo un cáncer de vejiga. Permaneció en Buenos Aires por un tiempo y luego fue enviado a Chile como embajador.
La enfermedad avanzó y minó su salud rápidamente. Fue internado en una clínica de Washington, Estados Unidos, donde falleció en 1953.

## Vida personal
Se casó en primeras nupcias con María Quiroga, con quien tuvo dos hijos,  Mario Montenegro y Martha Montenegro.
Posteriormente se casó con Yolanda Céspedes, la hermana del escritor cochabambino Augusto Céspedes, con quien tenía una gran amistad y realizaron distintos y varios trabajos juntos. Con Yolanda tuvo un hijo, Waskar Montenegro. Abuelo paterno de Carla Montenegro; socióloga y escritora mexicana contemporánea.

## Obra
- El oro de la Standard Oil contra el derecho del estado (1938)
- Caducidad de las concesiones mineras (1938)
- Nacionalismo y Coloniaje (1943)
- Biografía de Spruille Braden (1948)
- La hora cero del capitalismo (1952)
- Las inversiones extranjeras en América Latina. Coyoacán Buenos Aires.(1962)